# 奥根
奥根是德国巴登-符腾堡州的一个市镇。总面积14.15平方公里，总人口2516人，其中男性1253人，女性1263人（2011年12月31日），人口密度178人/平方公里。